# Улица 2-й Луч
Улица 2-й Луч — улица в Невском районе Санкт-Петербурга. Соединяет улицу Профессора Качалова и площадь Бехтерева. Протяжённость — 1300 м.
Впервые название упоминается в конце XIX века при планировании Стеклянного городка (по другим данным — с 1910-х годов). Также существовали улицы 1-й Луч, 3-й Луч, 4-й Луч, названия которых были утрачены при их объединении с новыми улицами района.

## История
Территория улицы с конца XVIII века называлась Стеклянным городком из-за перенесённого сюда из пригорода стекольного завода. После смерти хозяина завода — Г. А. Потёмкина — Екатерина II, подарившая ему этот завод, выкупила его обратно. Завод и окружающая его земля стали казёнными. На практике такие случае нередки, когда государство купило у себя собственное имущество, на время переданное в эксплуатацию частному лицу. 
Когда к концу XIX века Императорский стекольный завод перестал самоокупаться, было решено прекратить его самостоятельное существование в Стеклянном городке и включить в виде одного цеха в Императорский Фарфоровый завод. Название «Стеклянный городок» перестало быть актуальным, но в то же время сама местность стала более посещаемой из-за появления здесь нового храма во имя иконы Божией Матери «Всех Скорбящих Радости».
Эти и другие причины навели власти и градостроителей на мысль о масштабном проекте — создать на казённых землях бывшего Стеклянного городка новый благоустроенный район — Царский городок. Журналисты писали: «С 1902 года для нашей столицы наступит новая эра: огромное пространство земли, с правильно размежёванными и замощёнными улицами, с садами, парками, целой сетью электрических дорог и водоснабжением присоединится в совершенно благоустроенном виде к Петербургу… Это будет чудесным подарком к двухсотлетию Петербурга». План был следующий: сделать центром Царского городка площадь с обширным парком, от которой в южном направлении будет расходиться сеть улиц — радиальных (Лучи) и круговых (Круги). Также в новом районе должны были разбить скверы. Изменения коснулись бы и Обводного канала, через который предполагали перебросить новые мосты для сообщения включённой в городскую черту местности.
Через десять лет после возникновения планов улицы-лучи и улицы-круги были проложены. Всего было четыре Луча и пять Кругов, и они получили соответствующие названия. Однако реальной застройки Царского городка так и не произошло. Зато на старых картах Санкт-Петербурга «мистический» Царский городок, появившийся в 1902 году, существовал аж до послевоенных лет, то пропадая, то вновь появляясь. 
Сегодня единственным напоминанием о Царском городке является улица 2-й Луч. 
1-й Луч был присоединён к Хрустальной улице, 3-й Луч исчез в промзоне, а часть 4-го Луча вошла в состав улицы Профессора Качалова. Часть 1-го Круга была включена в улицу Книпович (с 2021 г. — Смоляная). От остальных не осталось и следа.

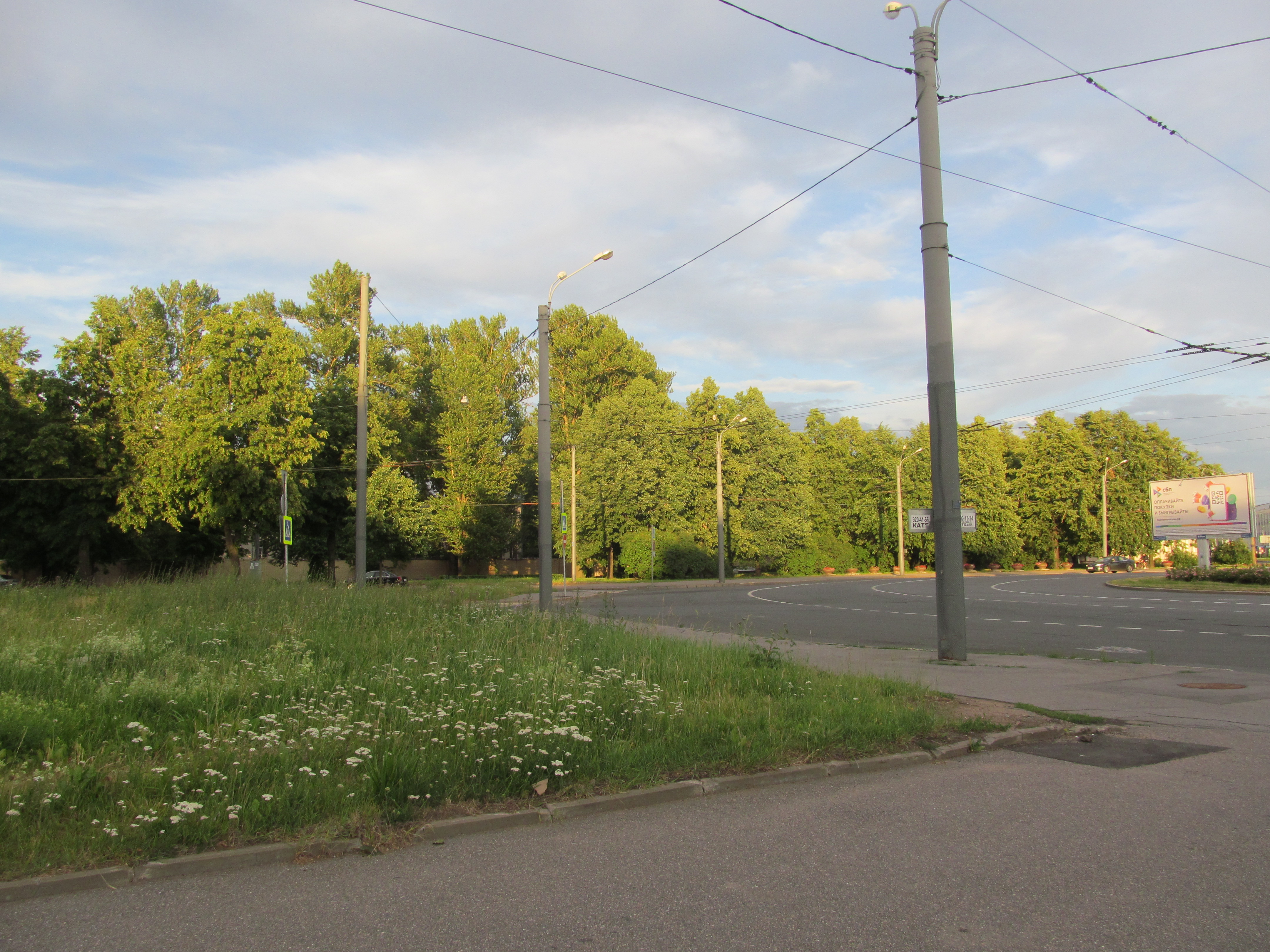
Площадь Бехтерева - вид с улицы 2-й Луч (в сторону улицы Бехтерева
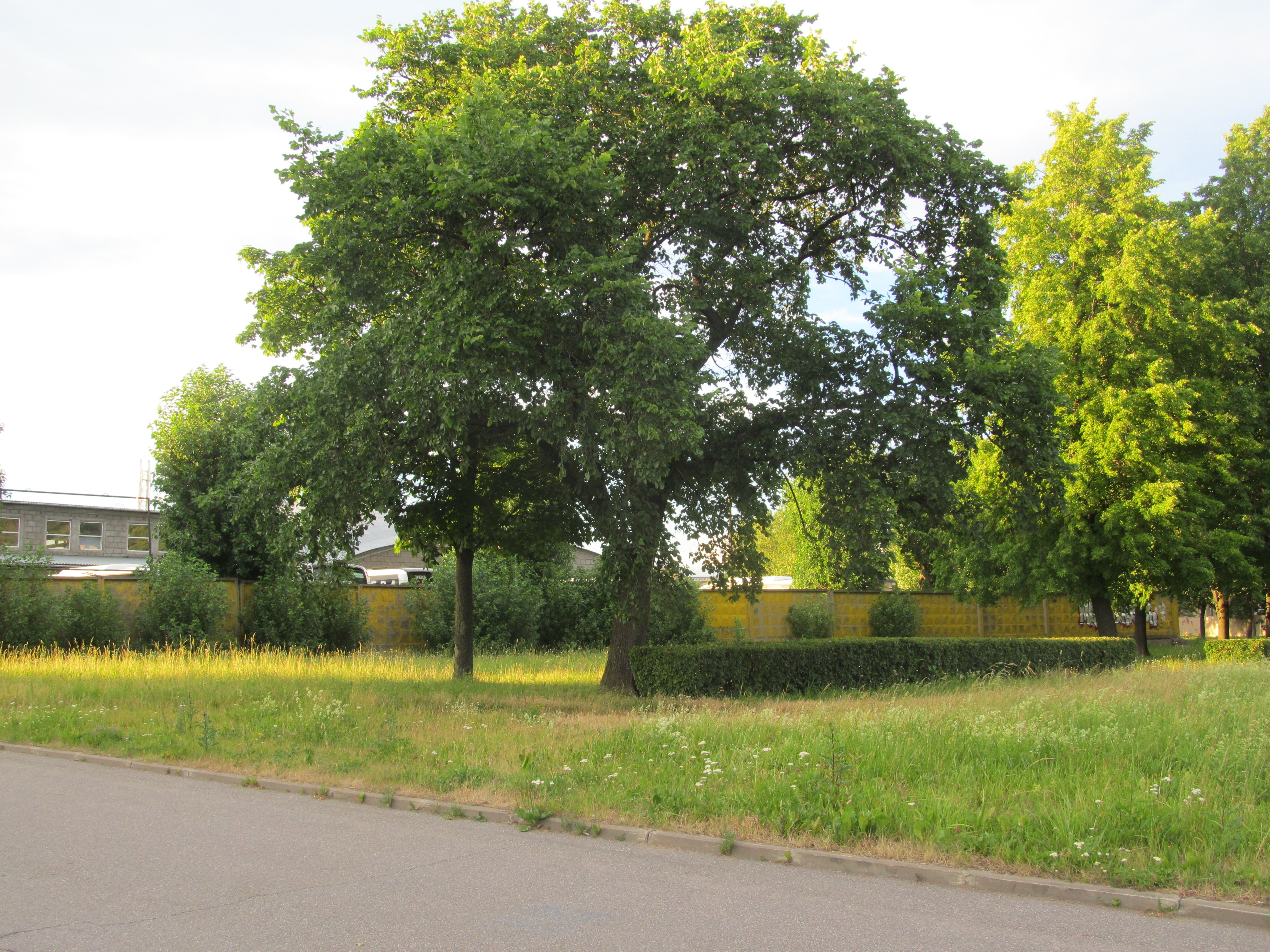
Улица 2-й Луч у площади Бехтерева
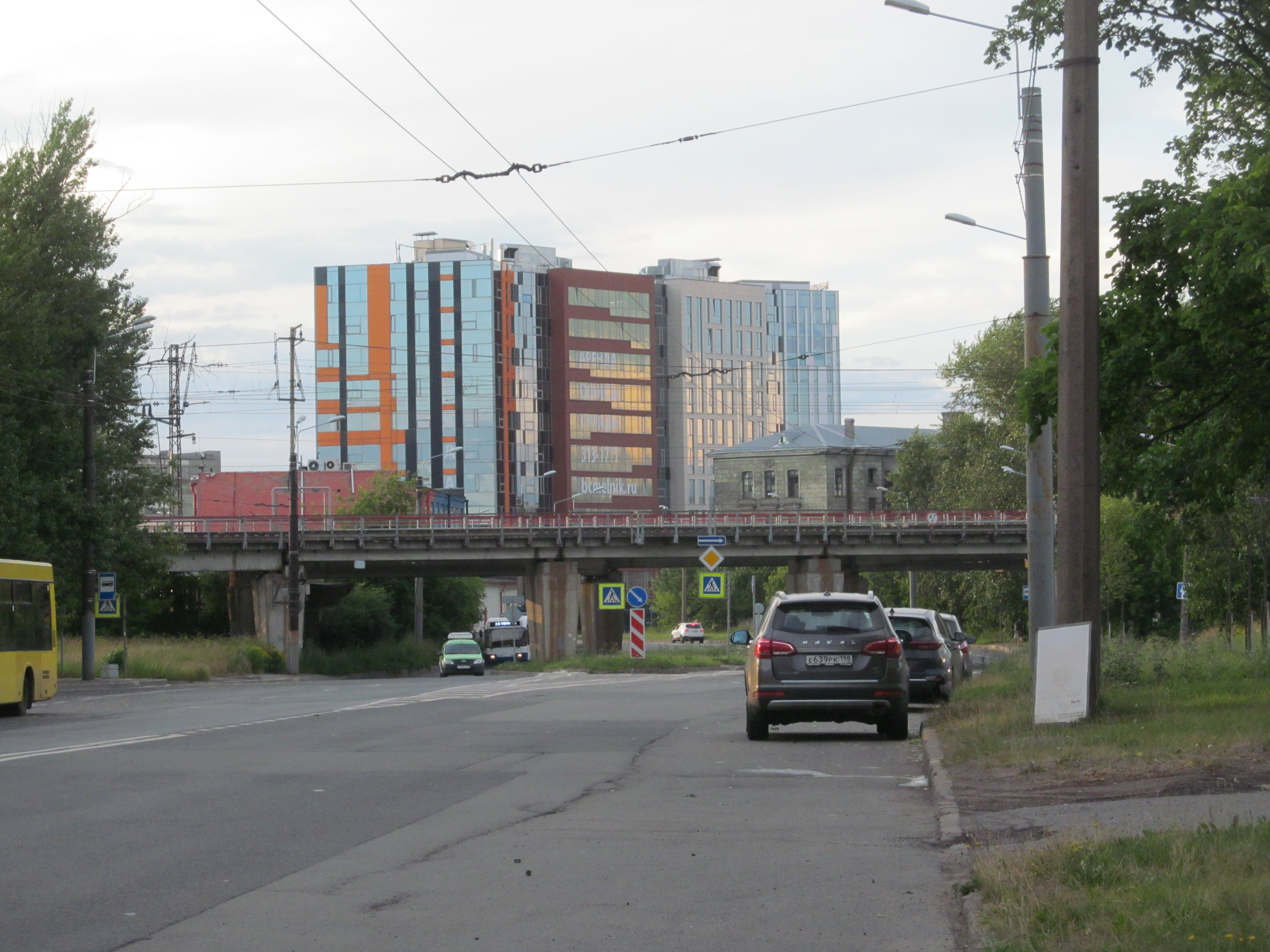
Проезд под железнодорожной веткой, идущей на Финляндский железнодорожный мост в сторону улицы Профессора Качалова
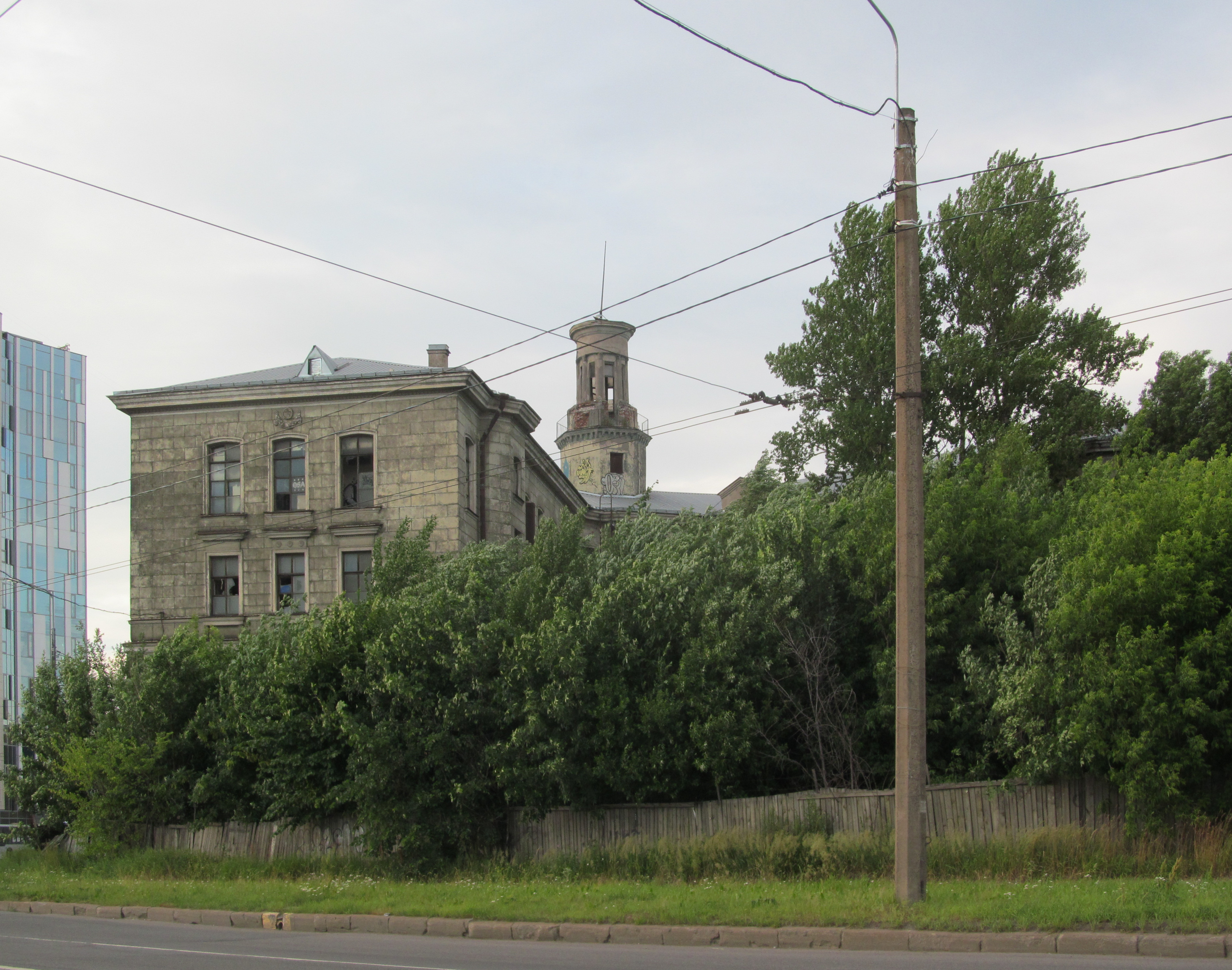
Улица 2-й Луч - вид на Научно-исследовательский центр ракетных войск и артиллерии (угол улицы Профессора Качалова и Хрустальной

## Интересные факты
- Перегон между ст. м. «Площадь Александра Невского» и ст. м. «Елизаровская» является вторым по длине в Санкт‑Петербургском метрополитене. Между этими двумя станциями планировалось построить ст. м. «Хрустальная». По одной из версий, она должна была располагаться на Хрустальной улице в районе дома 14.
- Улицы-лучи с соответствующими названиями есть также в Кировском районе Ленинградской области, где находится садоводческое некоммерческое товарищество «Луч»[3].

## Здания и сооружения
Нечётная сторона:
- д. 3 — Завод газовой аппаратуры;
- д. 5А — Автоколонна № 7;
- д. 9А — Производство оборудования для химических лабораторий (ЗАО «Вектон», ООО «Реахим»)
- д. 13 — Грузовое АТП № 33.

Чётная сторона:
- д. 16 — Механический завод.

## Транспорт
- Метро: «Площадь Александра Невского» (1350 м), «Елизаровская» (1430 м).
- Автобус: № 8, 58, 253
- Троллейбус: № 14, 16.
- Ж/д платформы: Глухоозёрская (770 м), 5 км (970 м).

## Пересекает следующие улицы и площади
С севера на юг:
- улицу Профессора Качалова
- Фаянсовую улицу
- Смоляную улицу
- площадь Бехтерева (улицы Бехтерева и Седова)